# Pterolophia conradti
Pterolophia conradti är en skalbaggsart som beskrevs av Stefan von Breuning 1960. Pterolophia conradti ingår i släktet Pterolophia och familjen långhorningar. Inga underarter finns listade i Catalogue of Life.